# Katya Sander
Katya Sander (* 1970 in Hillerød) ist eine dänische Künstlerin und Hochschullehrerin, die sich der Mittel der Konzept- und Medienkunst bedient. Sie lebt und arbeitet in Kopenhagen und Berlin.

## Leben und Werk
Sander wurde in Hillerød im Norden Seelands geboren. Sie studierte Literatur- und Kulturwissenschaften an den Universitäten von Kopenhagen und Roskilde, anschließend Architektur und dann Medienkunst an der Königlich Dänischen Kunstakademie in Kopenhagen. Sander nahm 2007 gemeinsam mit David Thorne, Ashley Hunt, Sharon Hayes und Andrea Geyer an der documenta 12 teil, ihre Arbeit 9 Scripts from a nation at war befasste sich in neun Video-Kanälen mit dem Irakkrieg. Seit 2008 ist sie Professorin für Konzeptkunst und Mixed Media an der Königlich Dänischen Kunstakademie.